# Danza sportiva ai Giochi mondiali 2022 - Latino-americano
La gara di danza sportiva latino-americano ai Giochi mondiali 2022 si è svolta dal 7 all'8 luglio 2022 a Birmingham.

## Risultati

### Qualificazioni
| Rank | Atleta                                             | Samba | Cha cha cha | Rumba | Paso Doble | Jive  | Punteggio Totale | Note |
| ---- | -------------------------------------------------- | ----- | ----------- | ----- | ---------- | ----- | ---------------- | ---- |
| 1    | Anna Matus & Gabriele Pasquale Goffredo            | 38.33 | 38.58       | 38.67 | 38.42      | 38.58 | 192.59           | Q    |
| 2    | Khrystyna Moshenska & Marius Andrei Balan          | 38.00 | 38.42       | 38.50 | 38.08      | 38.58 | 191.58           | Q    |
| 3    | Elena Salikhova & Charles-Guillaume Schmitt        | 37.58 | 37.58       | 37.42 | 37.83      | 37.75 | 188.17           | Q    |
| 4    | Martina Varadi & Andrea Silvestri                  | 37.08 | 37.08       | 37.25 | 37.33      | 37.25 | 186.00           | Q    |
| 5    | Alina Nowak & Edgar Marcos Borjas                  | 35.58 | 36.17       | 36.25 | 36.58      | 36.50 | 181.09           | Q    |
| 6    | Andra Pacurar & Alexandru Ionut Miculescu          | 34.67 | 34.58       | 34.83 | 35.08      | 35.25 | 174.42           | Q    |
| 7    | Sandra Lund Sorensen & Malthe Brinch Rohde         | 34.92 | 34.67       | 34.75 | 35.00      | 34.58 | 173.91           | Q    |
| 8    | Tereza Kucerova & George Eduard Sutu               | 34.17 | 34.67       | 34.75 | 35.00      | 34.83 | 173.42           | Q    |
| 9    | Tujun Du & Bangbang Yan                            | 34.50 | 33.42       | 34.17 | 34.17      | 34.42 | 170.66           | Q    |
| 10   | Federica Brezzo & Eric Testa                       | 33.33 | 33.42       | 33.50 | 33.92      | 34.00 | 168.17           | Q    |
| 11   | Juline Carrel & Adria Martos Serra                 | 32.83 | 33.50       | 33.42 | 33.67      | 33.25 | 166.67           | Q    |
| 12   | Hanna Salita & Artur Balandin                      | 32.75 | 33.25       | 33.17 | 33.00      | 33.67 | 165.83           | Q    |
| 13   | Jacqueline Charlotte Juli Joos & Razvan Dumitrescu | 32.75 | 32.75       | 33.33 | 33.17      | 33.42 | 165.41           | Q    |
| 14   | Rosaria Messina Denaro & Mario Cecinati            | 32.33 | 33.45       | 33.08 | 33.33      | 32.83 | 165.03           | Q    |
| 15   | Ziwei Li & Jiaming Li                              | 32.58 | 32.50       | 33.42 | 33.33      | 33.17 | 165.00           |      |
| 16   | Liana Odikadze & Alexey Korobchenko                | 32.67 | 32.83       | 32.33 | 32.17      | 32.58 | 162.58           |      |
| 17   | Violetta Kis & Balazs Hidi                         | 32.58 | 32.17       | 32.92 | 32.58      | 31.75 | 162.00           |      |
| 18   | Hanna Run Bazev & Nikita Bazev                     | 31.58 | 32.33       | 32.97 | 32.17      | 31.67 | 160.72           |      |
| 19   | Sabina Karaskova & Tomas Gal                       | 31.83 | 32.25       | 32.58 | 31.83      | 31.92 | 160.42           |      |
| 20   | Anastasiya Rubashevsky & Daniel Rubashevsky        | 31.50 | 30.67       | 31.25 | 30.65      | 30.60 | 154.67           |      |

### Semifinale
| Rank | Atleta                                             | Samba | Cha cha cha | Rumba | Paso Doble | Jive  | Punteggio Totale | Note |
| ---- | -------------------------------------------------- | ----- | ----------- | ----- | ---------- | ----- | ---------------- | ---- |
| 1    | Anna Matus & Gabriele Pasquale Goffredo            | 38.33 | 38.58       | 38.67 | 38.42      | 38.58 | 192.59           | Q    |
| 2    | Khrystyna Moshenska & Marius Andrei Balan          | 38.00 | 38.42       | 38.50 | 38.08      | 38.58 | 191.58           | Q    |
| 3    | Elena Salikhova & Charles-Guillaume Schmitt        | 37.58 | 37.58       | 37.42 | 37.83      | 37.75 | 188.17           | Q    |
| 4    | Martina Varadi & Andrea Silvestri                  | 37.08 | 37.08       | 37.25 | 37.33      | 37.25 | 186.00           | Q    |
| 5    | Alina Nowak & Edgar Marcos Borjas                  | 35.58 | 36.17       | 36.25 | 36.58      | 36.50 | 181.09           | Q    |
| 6    | Andra Pacurar & Alexandru Ionut Miculescu          | 34.67 | 34.58       | 34.83 | 35.08      | 35.25 | 174.42           | Q    |
| 7    | Sandra Lund Sorensen & Malthe Brinch Rohde         | 34.92 | 34.67       | 34.75 | 35.00      | 34.58 | 173.91           | Q    |
| 8    | Tereza Kucerova & George Eduard Sutu               | 34.17 | 34.67       | 34.75 | 35.00      | 34.83 | 173.42           | Q    |
| 9    | Tujun Du & Bangbang Yan                            | 34.50 | 33.42       | 34.17 | 34.17      | 34.42 | 170.66           | Q    |
| 10   | Federica Brezzo & Eric Testa                       | 33.33 | 33.42       | 33.50 | 33.92      | 34.00 | 168.17           | Q    |
| 11   | Juline Carrel & Adria Martos Serra                 | 32.83 | 33.50       | 33.42 | 33.67      | 33.25 | 166.67           | Q    |
| 12   | Hanna Salita & Artur Balandin                      | 32.75 | 33.25       | 33.17 | 33.00      | 33.67 | 165.83           | Q    |
| 13   | Jacqueline Charlotte Juli Joos & Razvan Dumitrescu | 32.75 | 32.75       | 33.33 | 33.17      | 33.42 | 165.41           | Q    |
| 14   | Rosaria Messina Denaro & Mario Cecinati            | 32.33 | 33.45       | 33.08 | 33.33      | 32.83 | 165.03           | Q    |
| 15   | Ziwei Li & Jiaming Li                              | 32.58 | 32.50       | 33.42 | 33.33      | 33.17 | 165.00           |      |
| 16   | Liana Odikadze & Alexey Korobchenko                | 32.67 | 32.83       | 32.33 | 32.17      | 32.58 | 162.58           |      |
| 17   | Violetta Kis & Balazs Hidi                         | 32.58 | 32.17       | 32.92 | 32.58      | 31.75 | 162.00           |      |
| 18   | Hanna Run Bazev & Nikita Bazev                     | 31.58 | 32.33       | 32.97 | 32.17      | 31.67 | 160.72           |      |
| 19   | Sabina Karaskova & Tomas Gal                       | 31.83 | 32.25       | 32.58 | 31.83      | 31.92 | 160.42           |      |
| 20   | Anastasiya Rubashevsky & Daniel Rubashevsky        | 31.50 | 30.67       | 31.25 | 30.65      | 30.60 | 154.67           |      |

### Finale
| Rank | Atleta                                      | Samba | Cha cha cha | Rumba | Paso Doble | Jive  | Punteggio Totale | Note |
| ---- | ------------------------------------------- | ----- | ----------- | ----- | ---------- | ----- | ---------------- | ---- |
| 1    | Anna Matus & Gabriele Pasquale Goffredo     | 38.92 | 38.96       | 39.08 | 39.13      | 39.00 | 195.08           |      |
| 2    | Khrystyna Moshenska & Marius Andrei Balan   | 38.75 | 38.96       | 38.96 | 38.96      | 38.67 | 194.29           |      |
| 3    | Elena Salikhova & Charles-Guillaume Schmitt | 37.75 | 38.17       | 38.00 | 38.25      | 37.92 | 190.08           |      |
| 4    | Martina Varadi & Andrea Silvestri           | 37.00 | 37.25       | 37.71 | 37.75      | 37.33 | 187.04           |      |
| 5    | Alina Nowak & Edgar Marcos Borjas           | 36.33 | 36.67       | 36.71 | 36.96      | 36.58 | 183.25           |      |
| 6    | Andra Pacurar & Alexandru Ionut Miculescu   | 35.33 | 35.38       | 35.79 | 35.58      | 35.50 | 177.58           |      |